# Миллер, Иоганн Мартин
Иоганн Мартин Миллер (нем. Johann Martin Miller; 1750—1814) — немецкий богослов, писатель

 и поэт.

## Биография
Иоганн Мартин Миллер родился 3 декабря 1750 года в городе Ульме в семье протестантского пастора Иоганна Михаэля Миллера (1722-1774).

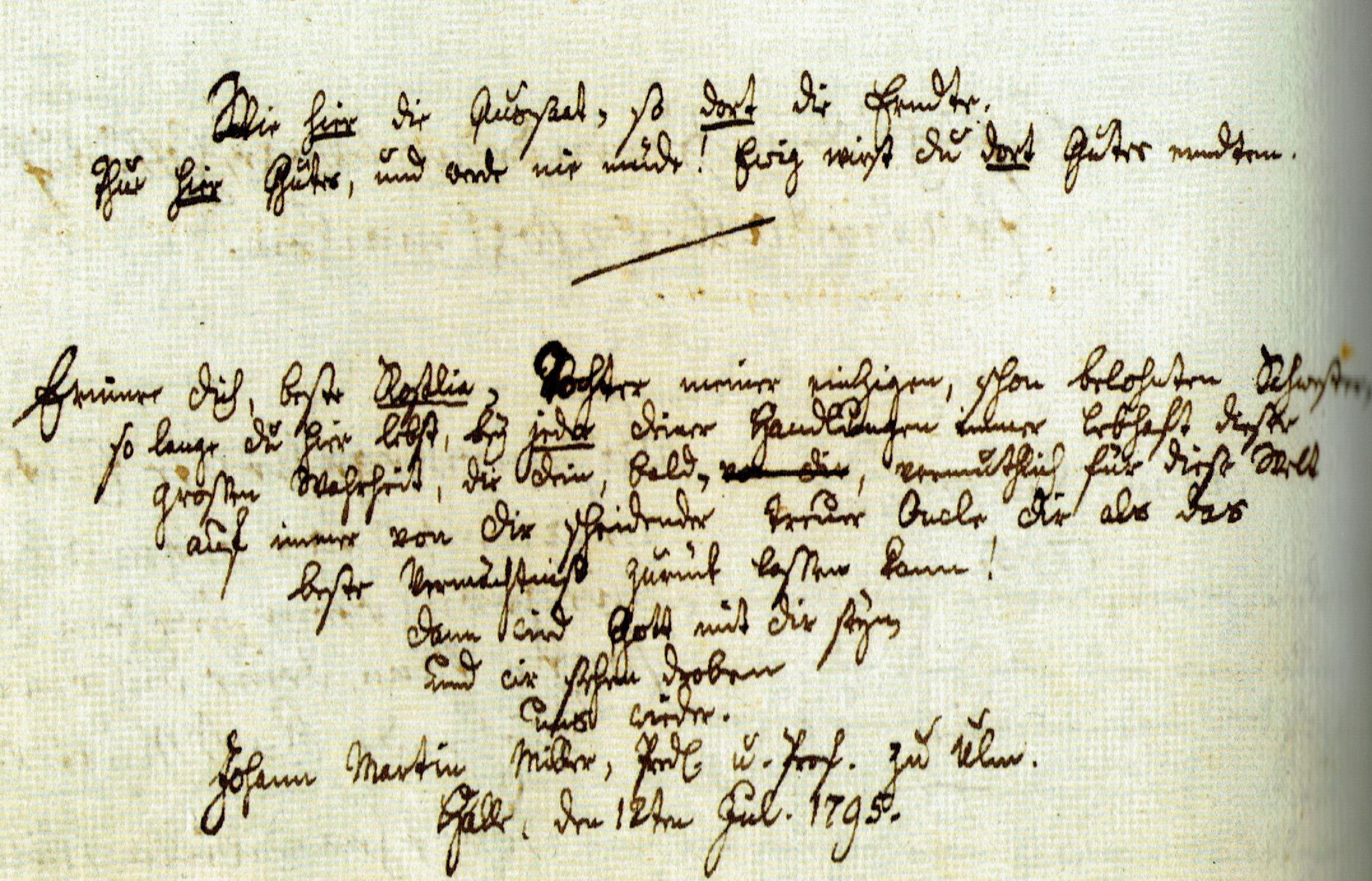
Рукопись Миллера

В Гёттингенском университете Миллер изучал теологию и там же примкнул к так называемому «Геттингенскому союзу поэтов» («Göttinger Hainbund»).
Некоторое время Иоганн Мартин Миллер занимал должность декана в Ульмском университете. 
Согласно «ЭСБЕ», написанный под влиянием произведения Иоганна Вольфганга Гёте «Страдания юного Вертера» роман «Siegwart, eine Klostergeschichte» (1776) является самым типичным выразителем сентиментального направления в немецкой литературе; современники зачитывались им не менее, чем «Вертером». 
Также трогательны и другие романы Mиллера: «Beitrag zur Geschichte der Zärtlichkeit» и «Geschichte Karl’s von Burgheim». Из его крайне сентиментальных стихотворений некоторые сделались народными и распеваются по сей день.
Иоганн Мартин Миллер умер 21 июня 1814 года в городе Ульме.

## Избранная библиография
- Beytrag zur Geschichte der Zärtlichkeit. Aus den Briefen zweier Liebenden (1776, Erweiterung durch Anhang 1780)
- Siegwart. Eine Klostergeschichte (1776)
- Briefwechsel dreyer akademischer Freunde, 2 Bände (1776/77)
- Geschichte Karls von Burgheim und Emiliens von Rosenau, 4 Bände (1778)
- Karl und Karoline (1783)
- Johann Martin Millers Gedichte (1783)
- Briefwechsel zwischen einem Vater und seinem Sohn auf der Akademie, 2 Bände (1785)
- Die Geschichte Gottfried Walthers, eines Tischlers, und des Städtleins Erlenburg (1786)